# Кок, Ян Велленс де
Ян Велленс де Кок (нидерл. Jan Wellens de Cock, Jan de Cock; 1475/1480 — 1527/1528, Антверпен) — южно-нидерландский (фламандский) рисовальщик, живописец и гравёр по дереву. Художник эпохи Северного Возрождения и маньеризма. Работал в Антверпене.

## Биография
Данных о происхождении художника сохранилось мало. По одной из версий Ян Велленс де Кок был родом из Лейдена, Голландия. Однако в 1883 году Франс Йозеф Петер ван ден Бранден отождествил Яна де Кока, несколько раз упомянутого в записях антверпенской Гильдии Святого Луки, с «Яном Велленсом, псевдонимом Кок», записанным в 1492 году в реестрах олдерменов Антверпена.
Историк искусства Макс Якоб Фридлендер, называя художника «Яном де Коком», отождествил его с «Яном Ван Лейденом» (Яном Лейденским), который стал мастером антверпенской Гильдии Святого Луки в 1503—1504 годах. Однако никакой дополнительной информации об этом Яне ван Лейдене, подтверждающей его идентификацию с Яном де Коком, не существует.
Известно, что 6 августа 1502 года Ян Велленс де Кок женился на Кларе ван Беринген, дочери Петера ван Берингена. Два их сына сыграли важную роль в культурной жизни Габсбургских Нидерландов в первой половине XVI века: Маттейс Кок (1505—1548) был живописцем-пейзажистом, а Иероним де Кок (1518—1570) также учился на живописца, прежде чем стать известным издателем и гравёром. Его издательство, в частности, выпускало рисунки и гравюры Питера Брейгеля Старшего.
В 1506 году де Кок стал мастером Гильдии Святого Луки. В 1507 году де Коку заплатили за росписи в соборе Антверпена. Он также работал по заказам братства Онзе-Ливе-Фрау-Лоф в Антверпене. Эти произведения, вероятно, были утрачены в результате иконоборчества в период «Иконоборческой ярости» (Beeldenstorm), достигшей апогея в 1566 году.
В 1511 году гильдия заплатила де Коку за то, что он выполнил ксилографию для печати, которую можно было использовать в документах гильдии. Это единственное указание на то, что де Кок, которому приписывают несколько гравюр, действительно работал гравёром. В 1520 году Ян де Кок вместе с Йосом ван Клеве был деканом Гильдии Святого Луки. Дата и место его смерти документально не подтверждены. Его жена Клара ван Беринген упоминается как вдова в 1521 году в отчётах братства Онзе-Ливе-Фроу-Лофа в Антверпене, а это означает, что он, должно быть, умер в 1520 или 1521 году.

## Творчество художника и проблемы атрибуции
Макс Фридлендер реконструировал творчество художника на основе анонимной гравюры, изображающей святого Христофора, несущего Младенца Христа. Под изображением на гравюре имеется латинская надпись «Pictum J. Kock» (написано Я. Коком), что позволяет предположить, что гравюра была вырезана по картине Яна де Кока. Фридлендер отождествил эту картину с другой, того же сюжета, которая в первой половине XX века находилась в коллекции Фридриха фон Биссинга в Мюнхене (продана 8 декабря 2004 года на аукционе Sotheby’s в Лондоне). И хотя никаких других работ, подписанных Яном Велленсом де Коком, обнаружено не было, Фридлендер приписал ему ещё несколько небольших панно с религиозными сюжетами. Фридлендер также указал на очевидное влияние на эти работы как пейзажиста Иоахима Патинира, работавшего в Антверпене, так и Иеронима Босха, работавшего в Хертогенбосе. Он также отметил стилевое сходство с картинами лейденской школы художника Корнелиса Энгелбрехтсена и поэтому предположил, что Ян де Кок был родом из Лейдена. Работы, которые он приписывал художнику, также имели параллели с произведениями антверпенских маньеристов.
Вместе с Питером Хёйсом, Херри мет де Блесом и Яном Мандейном Яна де Кока относят к группе фламандских художников в Антверпене, продолживших традиции фантастической живописи Иеронима Босха и объединяемых термином «северный маньеризм» в отличие от итальянского маньеризма.

## Галерея

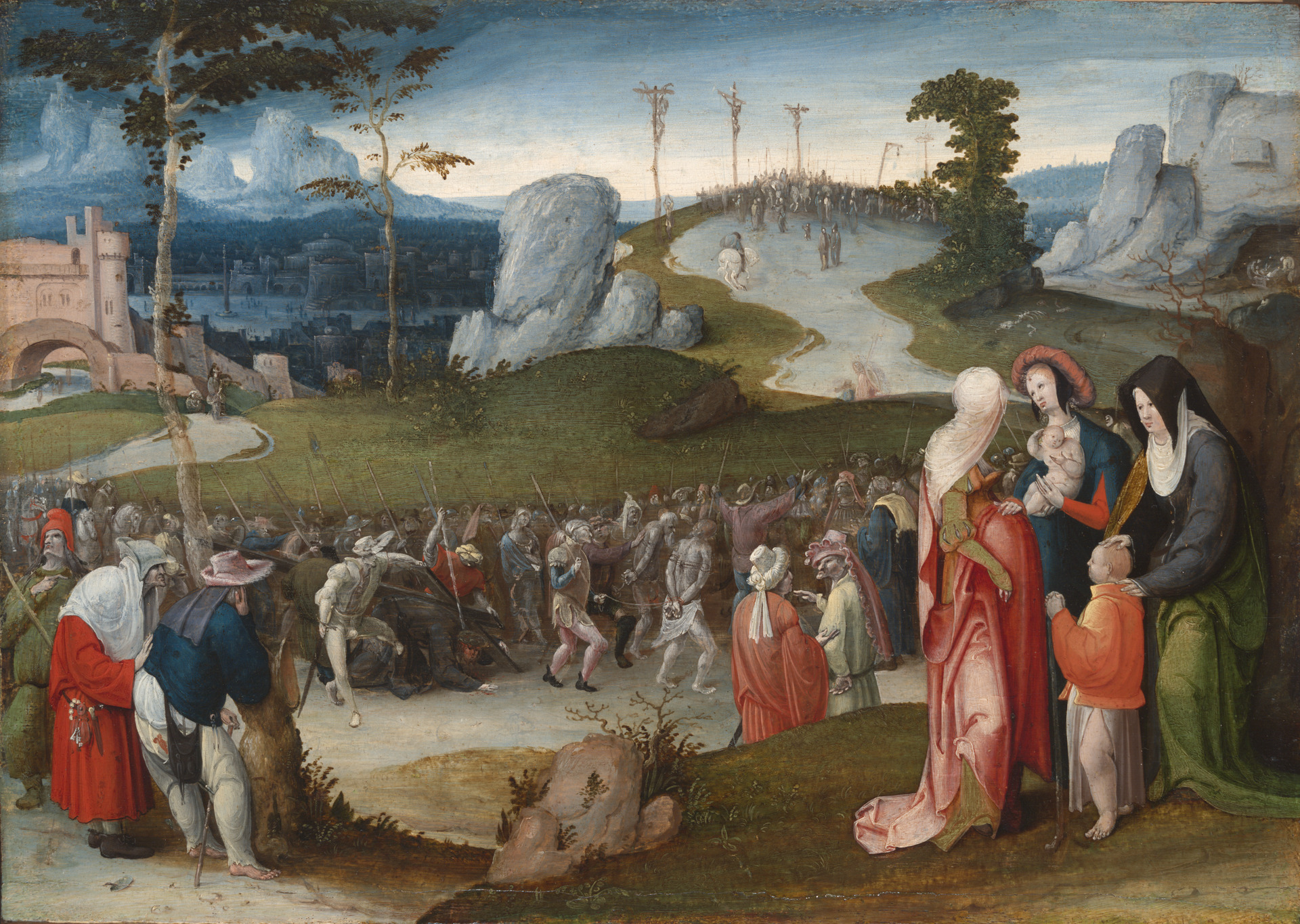
Путь на Голгофу. Между 1520 и 1525. Дерево, масло. Художественная галерея Йельского университета, Нью-Хейвен, Коннектикут, США
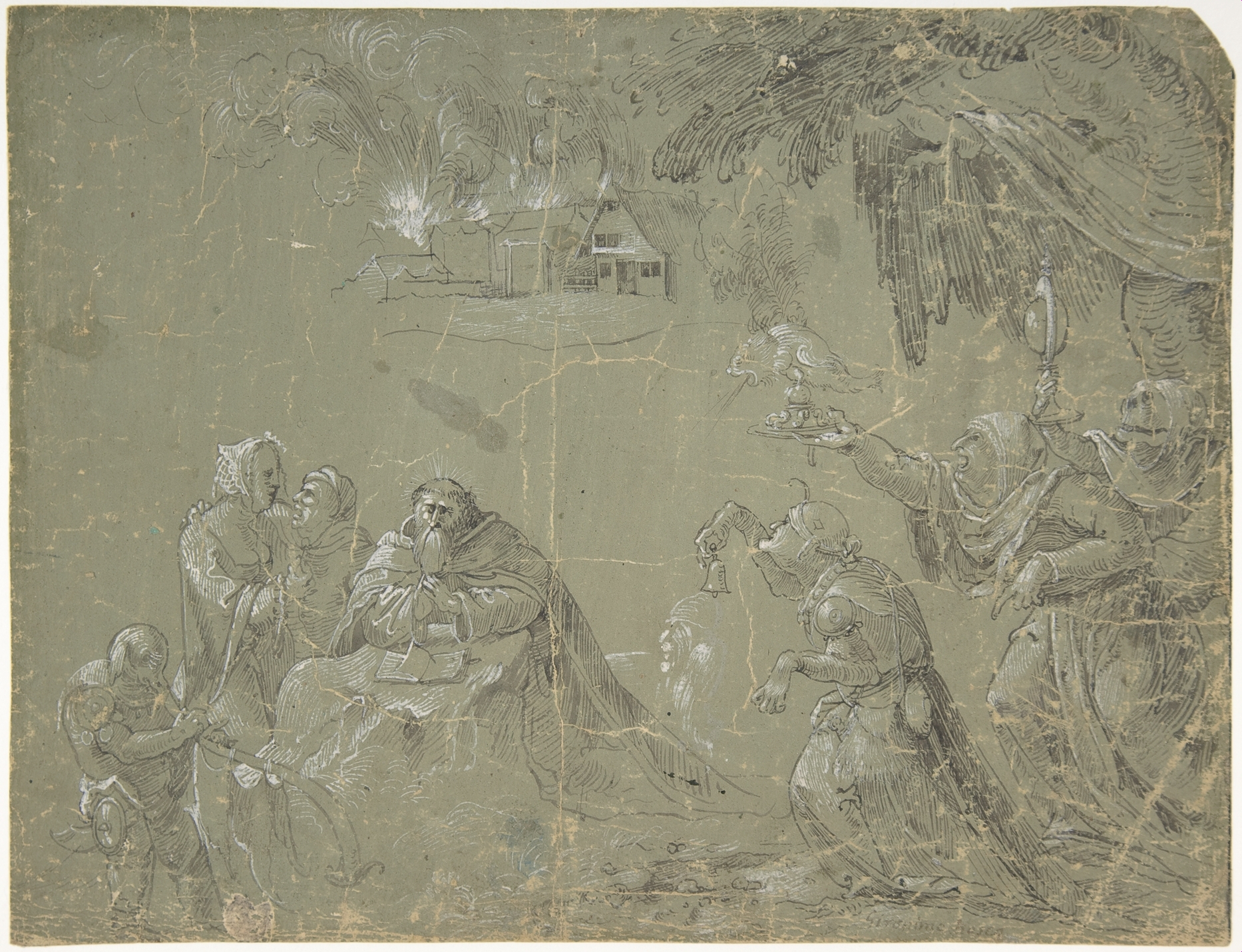
Искушение Святого Антония. Ок. 1520. Тонированная бумага, перо, чернила, гуашь. Метрополитен-музей, Нью-Йорк
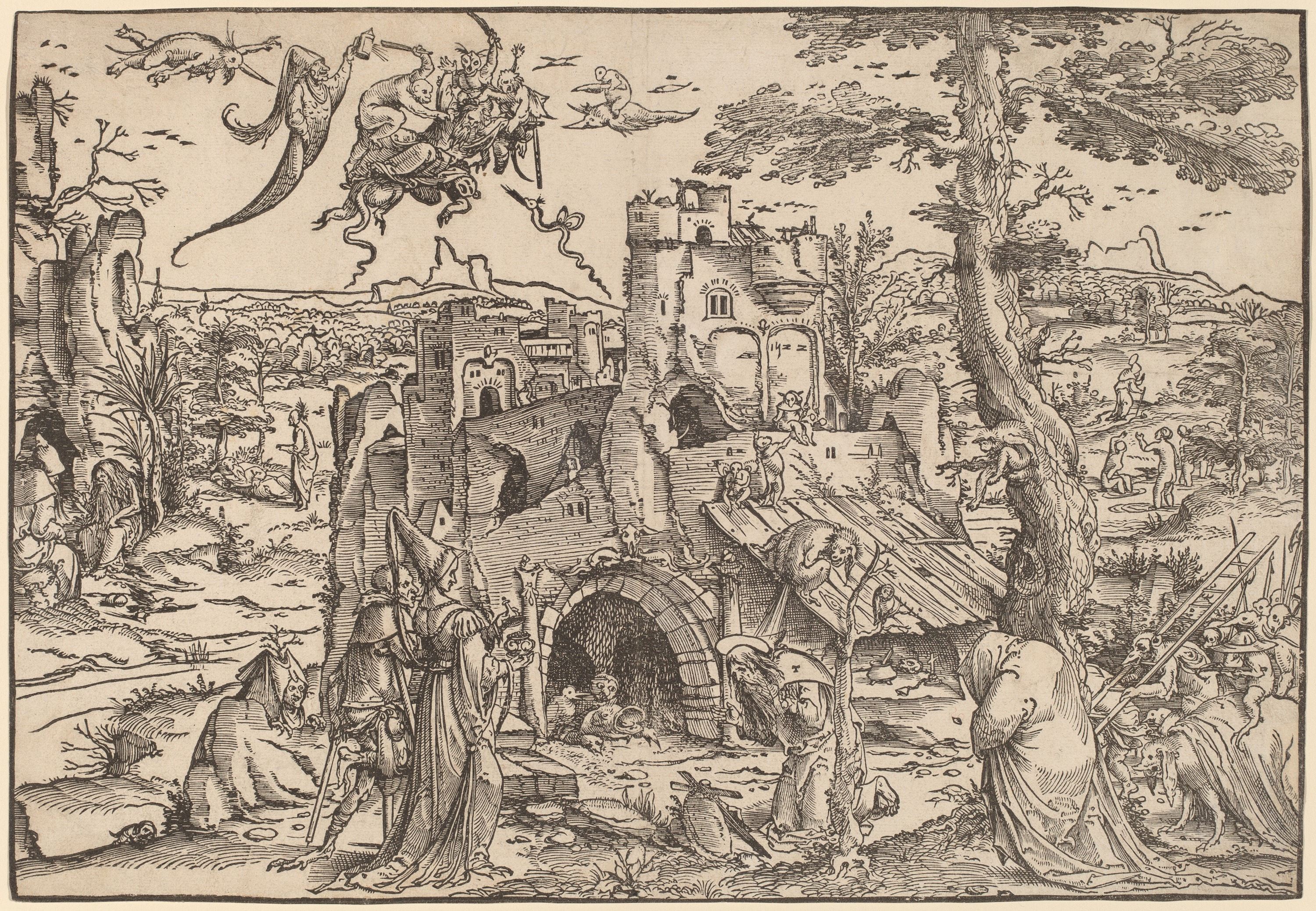
Искушение Святого Антония. 1522. Ксилография
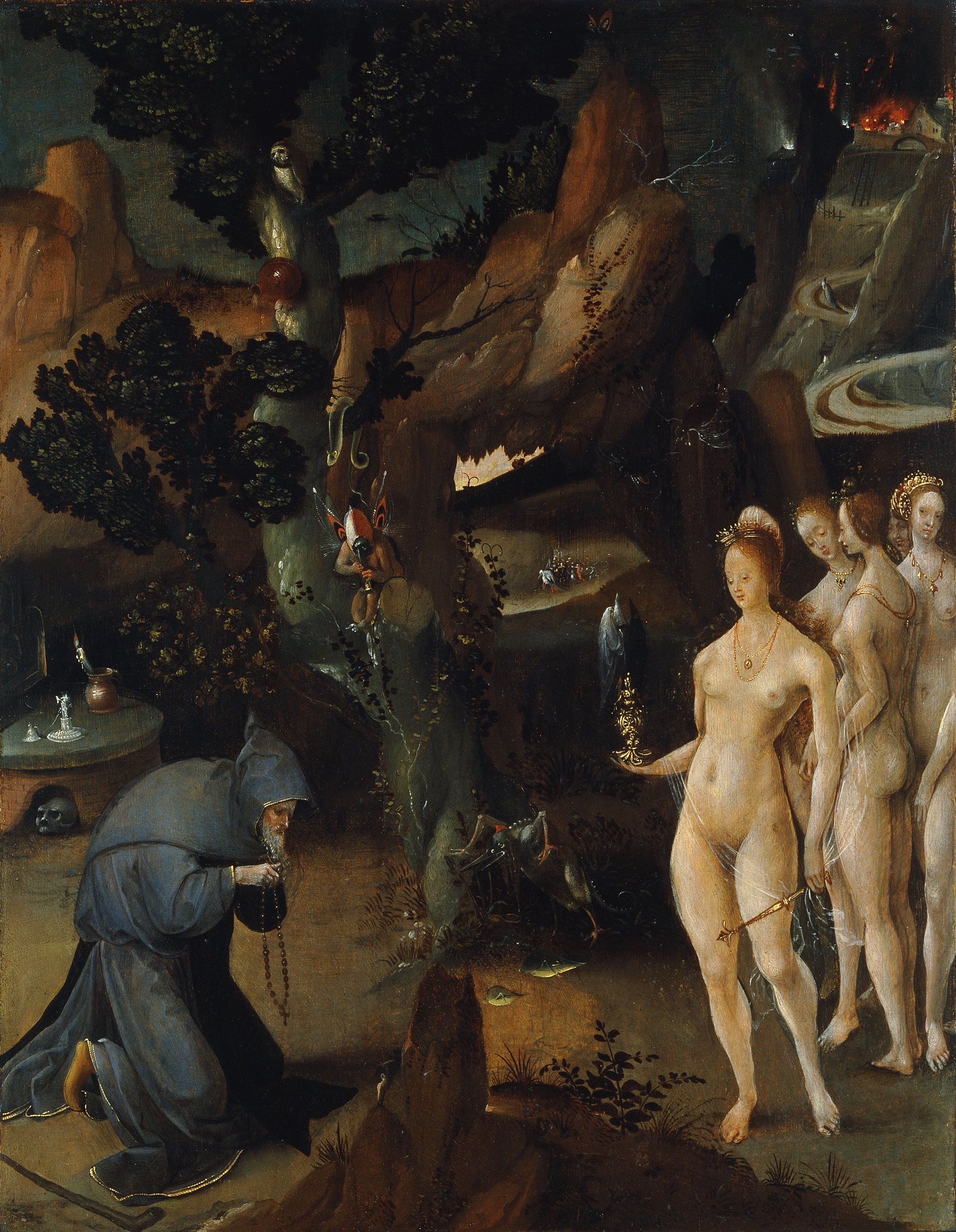
Искушение святого Антония. 1520. Холст, масло. Музей Тиссена-Борнемисы, Мадрид
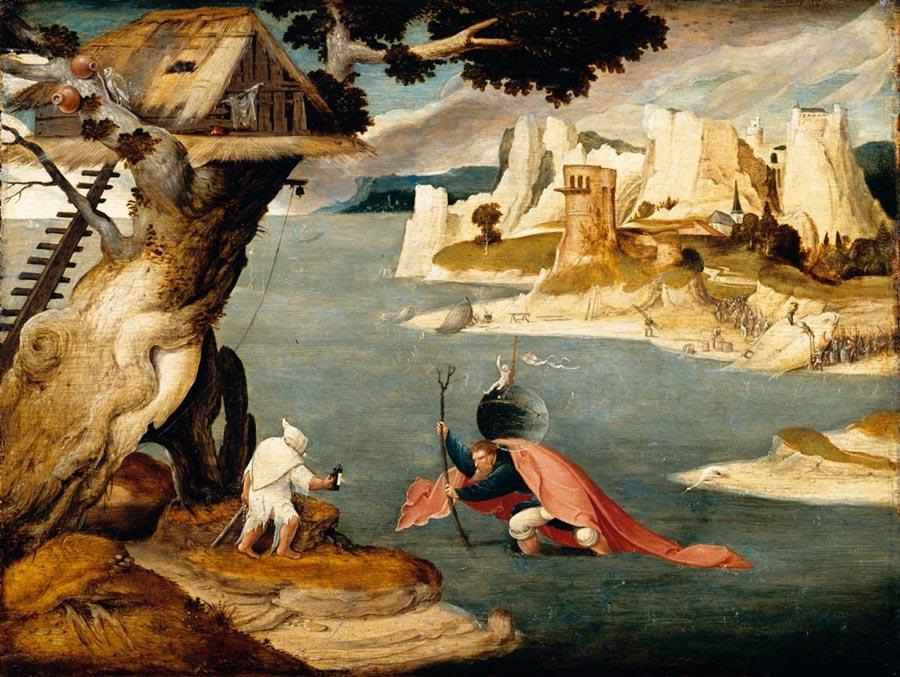
«Псевдо Вилленс де Кок». Святой Христофор, несущий младенца Христа через реку. Между 1495 и 1528. Дерево, масло. Частное собрание
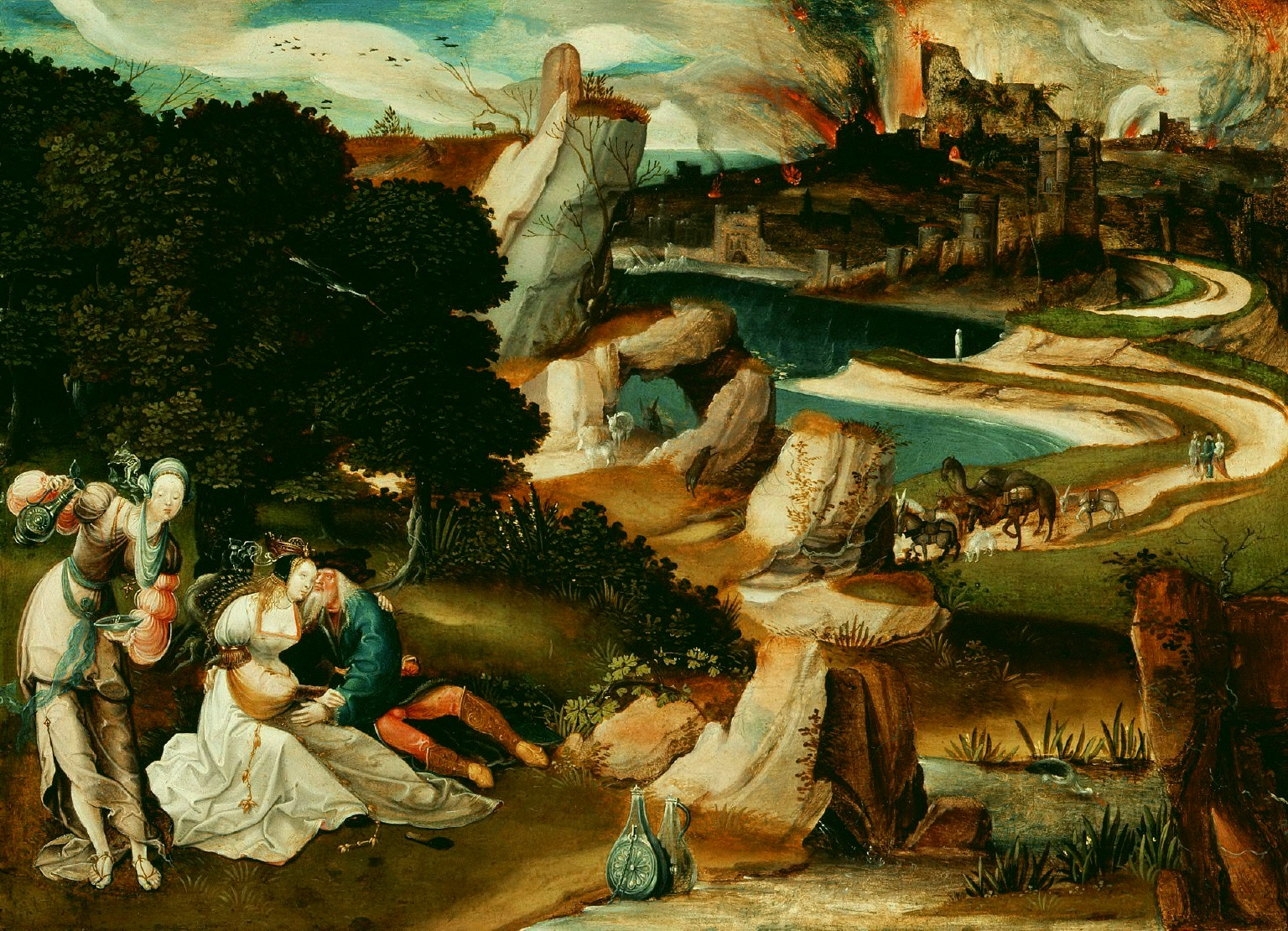
Лот с дочерьми. 1523. Дерево, масло. Детройтский институт искусств, Детройт, США
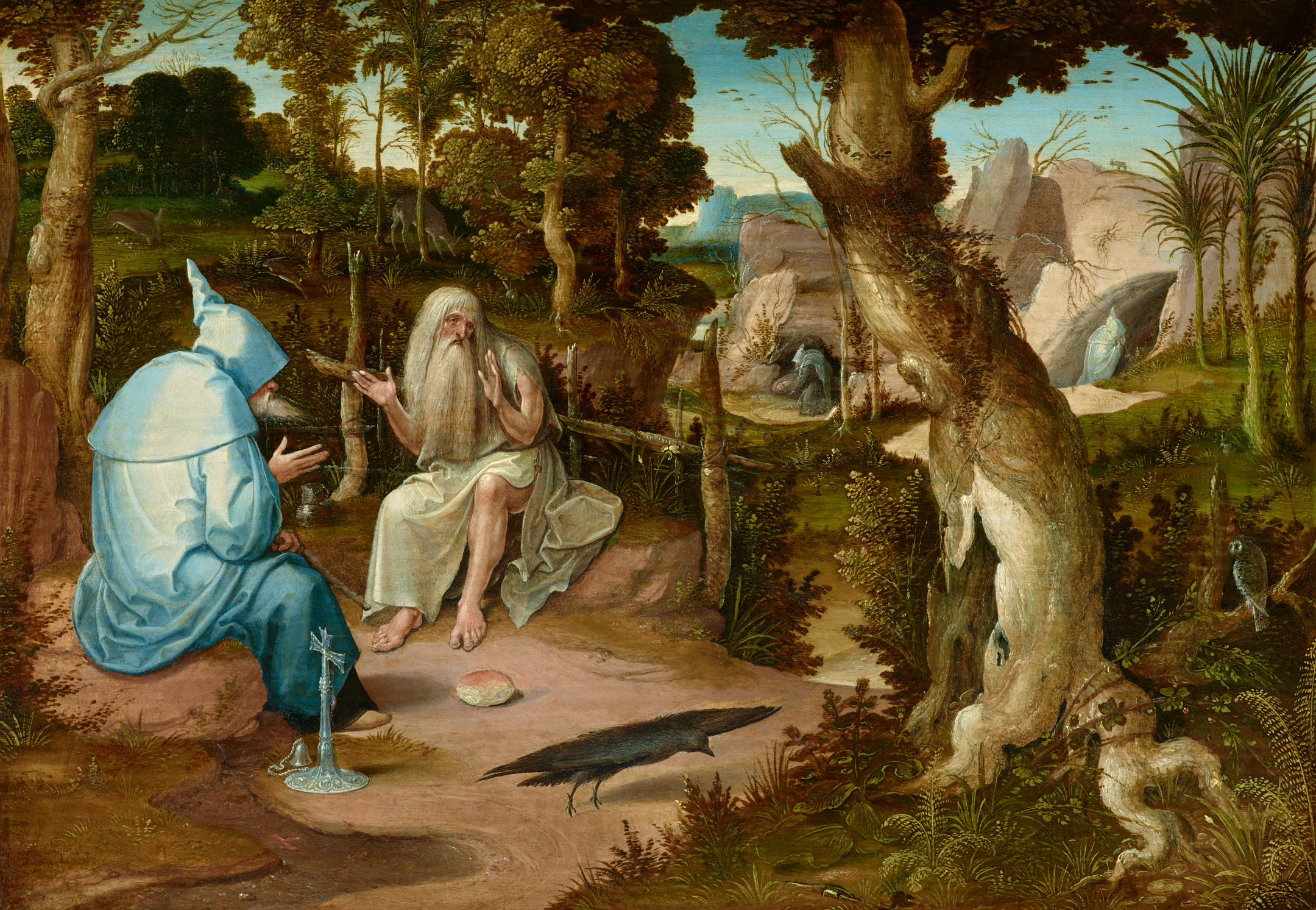
Святые отшельники Антоний и Павел в пустыне. Между 1520 и 1522. Дерево, масло. Дворец Лихтенштейнов, Вена